# Hans von Müller
Hans von Müller (* 30. März 1875 in Kiel; † 8. März 1944 in Berlin) war ein deutscher Literaturhistoriker, Privatgelehrter, Schriftsteller und Bibliothekar. 

## Leben und Wirken
Nach vier Jahren Privatunterricht und Abitur an der Kieler Gelehrtenschule (1894) studierte von Müller Germanistik, Geschichte und Philosophie in München, Leipzig, Berlin sowie Rechts- und Verwaltungswissenschaften in Marburg, Rostock und Berlin. 
Er sammelte ab 1895 unablässig Quellen zum Werk E. T. A. Hoffmanns, so etwa Briefe, Tagebücher und Zeichnungen. Im Jahr darauf wurde er Mitarbeiter von Eduard Grisebach, mit dem er die E. T. A. Hoffmann-Ausgabe edierte. Aufgrund von finanziellen Engpässen musste er 1911 die E. T. A. Hoffmann-Autographe versteigern.
Von 1897 bis 1899 war er zeitweise Mitarbeiter an der Nietzsche-Werkausgabe am Nietzsche-Archiv in Weimar. Danach war er freier Schriftsteller und Privatgelehrter in Berlin, wo er in Künstlerkreisen verkehrte. Nach einem kurzen Intermezzo als Verwalter der Redaktionsbibliothek des Berliner Tageblatts fungierte er ab 1915 bis zu seinem Tod als bibliothekarischer Mitarbeiter im Katalog und Auskunftsdienst der Staatsbibliothek zu Berlin. 
Er pflegte Freundschaften mit Paul Ernst, Otto Erich Hartleben, Alfred Kubin, Max Osborn, Richard Schaukal und Karl Scheffler. Obwohl er 1939 Mitglied der NS-Volkswohlfahrt wurde, hielt er sich auf Distanz zum NS-Regime und wurde von der Gestapo wegen Kontakten zu jüdischen Kollegen überwacht. 

## Ehrungen
- 1922 Dr. phil. h. c. der Universität Königsberg.

Die Verleihung kam auf Betreiben des damaligen Dekans Rudolf Unger zustande. In der Begründung heißt es: „In dankbarer Anerkennung der Verdienste, die er sich in langjähriger scharfsinniger, opfermutiger und erfolgreicher Forschertätigkeit von vorbildlicher methodischer Strenge und gewissenhafter Gründlichkeit auf editorischem, genealogischem und bibliographischem Gebiete sowie durch glückliche archivalische und bibliothekarische Funde um die deutsche Literaturwissenschaft des 17., 18. und 19. Jahrhunderts, vor allem aber um die wissenschaftliche Neubegründung unserer Kenntnis und Erkenntnis E.T.A. Hoffmanns erworben hat.“